# Camillo Golgi
Bartolomeo Camillo Emilio Golgi (Corteno Golgi, 7 de julio de 1843 - Pavía, 21 de enero de 1926) fue un médico y citólogo italiano. Ideó los métodos de tinción celular a base de cromato de plata, procedimiento que permitió (tanto a él mismo como a otros investigadores) realizar importantes descubrimientos, especialmente acerca de las neuronas y su fisiología. Recibió el Premio Nobel de Medicina (conjuntamente con el español Santiago Ramón y Cajal) en 1906.

## Biografía

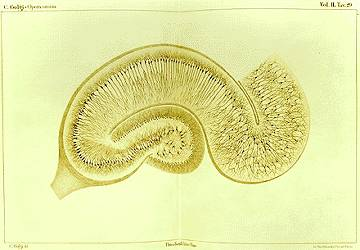
El hipocampo del cerebro, por Camillo Golgi.

Estudió medicina en la Universidad de Pavía, donde se graduó en 1865. Trabajó algún tiempo en la clínica psiquiátrica del criminólogo Cesare Lombroso, pero pronto se interesó por la histología. En 1872 comenzó a trabajar en el pabellón de incurables de un hospital de Abbiategrasso. Ejerció como profesor de anatomía en las Universidades de Turín y Siena y como catedrático de histología en la Universidad de Pavía, de la que llegó a ser decano de la Facultad de Medicina y rector.
A pesar de los escasos medios con que contaba, logró importantes resultados con sus experimentos, entre los que destaca el método de la tintura mediante cromato de plata, que supuso una revolución en el estudio en laboratorio de los tejidos nerviosos. Empleando este método, identificó una clase de célula nerviosa dotada de unas extensiones (o dendritas) mediante las cuales se conectan entre sí otras células nerviosas. Este descubrimiento permitió a Wilhelm von Waldeyer-Hartz formular la hipótesis de que las células nerviosas son las unidades estructurales básicas del sistema nervioso, hipótesis que más tarde demostraría Santiago Ramón y Cajal, quien desarrolló la teoría neuronal.
En 1876, tras su regreso a la Universidad de Pavía, continuó el examen de las células nerviosas, y obtuvo pruebas de la existencia de una red irregular de fibrillas, cavidades y gránulos, que en su honor en adelante se denominaría aparato de Golgi y que desempeña un papel esencial en operaciones celulares como la construcción de la membrana, el almacenamiento de lípidos y proteínas o el transporte de partículas a lo largo de la membrana plasmática.
Entre 1885 y 1893 dedicó sus investigaciones al estudio del paludismo, y llegó a resultados tan importantes como la distinción entre el paludismo terciano y cuartano, en cuanto patologías provocadas por dos especies diferentes de un mismo protozoo parásito denominado Plasmodium, así como la identificación del acceso febril como originado por la liberación por parte de dicho organismo de esporas en el flujo sanguíneo.
En 1906 Golgi recibió el Premio Nobel de Medicina conjuntamente con Santiago Ramón y Cajal (1852-1934) por sus estudios sobre la estructura del sistema nervioso.
Murió en Pavía en enero de 1926.

## Monumentos en Pavía
En Pavia existen varios lugares que rinden homenaje a Golgi.
- Una estatua en mármol, en un patio del viejo edificio de la Universidad de Pavía, en el N.65 del central "Strada Nuova". En el sótano, está la siguiente inscripción en italiano: "Camillo Golgi / patologo sommo / della scienza istologica / antesignano e maestro / la segreta struttura / del tessuto nervoso / con intenta vigilia / sorprese e descrisse / qui operò / qui vive / guida e luce ai venturi / MDCCCXLIII - MCMXXVI" (Camillo Golgi / sobresaliente patólogo / de la ciencia histológica / precursor y maestro / la estructura secreta / del tejido nervioso / con un esfuerzo extenuante / descubrió y describió / aquí trabajó / aquí vive / aquí guía e ilumina futuros eruditos / 1843 - 1926).
- "Hogar de Golgi", también en Strada Nuova, en N.77, unos cuantos cientos de metros fuera de la universidad, justo enfrente del histórico "Teatro Fraschini". Es la casa en donde Golgi pasó la mayor parte de su vida personal, con su esposa Lina.
- La tumba de Golgi está en el Cementerio Monumental de Pavia (viale San Giovannino), cerca del carril central, justo antes del gran monumento a los caídos en la Primera Guerra Mundial. Es una sepultura muy simple de granito, con un medallón de bronce representando su perfil científico. Cerca de la tumba de Golgi, además de su esposa, yacen otros dos científicos médicos italianos importantes: Bartolomeo Panizza y Adelchi Negri.

## Eponimia
Llevan el nombre de Golgi en su memoria:
Fisiología:
- El aparato de Golgi, un orgánulo presente en todas las células eucariotas.
- El órgano tendinoso de Golgi, un órgano receptor sensorial situado en los tendones de los músculos esqueléticos.
- Las células de Golgi, células de la capa granulosa del cerebelo.

Astronomía:
- El cráter lunar Golgi.